# Hoplolabis dichroa
Hoplolabis dichroa là một loài ruồi trong họ Limoniidae. Chúng phân bố ở miền Cổ bắc.